# Kadenang Ginto
Kadenang Ginto es una serie de televisión filipina  transmitida por ABS-CBN desde el 8 de octubre de 2018 hasta el 7 de febrero de 2020.
Está protagonizada por Francine Diaz, Andrea Brillantes, Beauty González, Albert Martínez, Dimples Romana y Adrian Alandy.

## Sinopsis
Romina es una amorosa joven cuya vida simple será destrozada después de ser violada. Su prometido, Carlos, no se presenta el día de su boda y la rechaza implacablemente, resultando en la muerte de su madre. Carlos ha sido seducido por Daniela, la escéptica hija de Robert Mondragón, el prominente jefe de Romina.
Poco después, Romina descubre que está embarazada producto de la violación, Robert decide casarse con ella y ser el padre del bebé. Daniela, quien es la hija de Robert, tiene odio y celos hacia Romina. Daniela queda embarazada de Carlos al poco tiempo.
Romina y Daniela dan a luz a dos hermosas hijas: Cassandra y Margaret. Esto iniciará una familia aparentemente perfecta, pero en conflicto. ¿Quién es real y quién no? ¿Quién de ellos tendrá esa "última risa"? ¿Habrá una oportunidad para que tengan una relación estrecha y armoniosa al final?

## Elenco

### Elenco principal
- Francine Diaz como Cassandra "Cassie" Mondragón Andrada
- Beauty González como Romina Andrada-Mondragón
- Andrea Brillantes como Margaret "Marga" Bartolomé Mondragón
- Hoyuelos Romana como Daniela "Dani" Mondragón-Bartolomé
- Albert Martínez como Roberto "Robert" Aquino-Mondragón
- Adrián Alandy como Carlos Bartolomé
- Richard Yap como Leonardo "León" Herrera

### Elenco secundario
- Ronnie Lazaro como Nicolas "Kulas" Bartolomé
- Susan Africa como Esther Magtira
- Joko Díaz como Hector Mangubat
- Kat Galang como Bonita "Boni" Sanchez
- Adrian Lindayag como Neil Andrada
- Kim Molina como Savannah Rosales
- Kyle Echarri como Kristoff "Tope" Tejada
- Arnold Reyes como Bernard Tejada
- Luke Conde como Jude Bartolomé
- Nikko Natividad como Gino Bartolomé
- Eric Fructuoso como Alvin
- Rayt Carreón como Omar
- Josh Ivan Morales como Jepoy
- Bea Basa como Fatima
- Danica Ontengco como Nadya
- Christine Joy de Guzmán como Nika
- Bea Borres como Maureen
- Mailes Kanapi como Ms. Galvez
- Julie Esguerra como Leslie Joy/LJ
- Seth Fedelin como Mikoy

### Participaciones especiales
- Eva Darren como Cely
- Mickey Ferriols como Camila Mondragón
- Eula Valdez[5] como Rosanna Andrada
- Angelika Rama como Margaret "Marga" Bartolomé Mondragón (joven)
- Kate Ramos como Cassandra "Cassie" Mondragón Andrada (joven)
- Junry Miole

## Emisión internacional
- Ecuador: Ecuavisa (2021).
- República Dominicana: Color Visión (2022).